# Rheosmittia languida
Rheosmittia languida är en tvåvingeart som först beskrevs av Lars Zakarias Brundin 1956.  Rheosmittia languida ingår i släktet Rheosmittia och familjen fjädermyggor. Arten har ej påträffats i Sverige. Inga underarter finns listade i Catalogue of Life.